# Tabanus stonei
Tabanus stonei är en tvåvingeart som beskrevs av Philip 1941. Tabanus stonei ingår i släktet Tabanus och familjen bromsar. Inga underarter finns listade i Catalogue of Life.